# TOP밴드
《TOP밴드》는 대한민국 KBS 2TV에서 방송되었던 밴드 서바이벌 프로그램이다.

## 시즌 목록
- TOP밴드 (시즌 1) (2011)
- TOP밴드 2 (2012)
- TOP밴드 3 (2015)